# Popeye the Sailor Meets Sindbad the Sailor
Popeye the Sailor Meets Sindbad the Sailor és un curtmetratge animat del 1936, produït per Fleischer Studios i distribuït per Paramount Pictures. Va ser dirigit per Dave Fleischer i l'animació estigué a càrrec de Willard Bowsky, George Germanetti i Edward Nolan. Va ser el primer curtmetratge de Popeye produït en Technicolor.

## Trama
L'antagonista de la història és Sindbad (interpretat per Brutus com a paròdia de Simbad el Marí), qui viu en una illa custodiada per feres, com serps, lleons i dracs. Sindbad creu ser el millor marí del món, i és per això que vore que s'acosta una embarcació (tripulada per Popeye, Olivia i Wimpy), envia una Roc a enfonsar el vaixell i segrestar a Olivia. En comprovar com l'au de rampinya s'emporta a la seua xicona, Popeye decideix anar a l'illa per rescatar-la. En arribar, s'enfronta amb les feres de Sindbad, entre elles el Roc i un gegant de dos caps. Després de vèncer-los s'encara amb Brutus, però és superat per la seua força. Aleshores Popeye obri una llauna d'espinacs, augmentant la seua força i derrotant el seu rival.

## Repartiment de veu
- Jack Mercer com Popeye.
- Mae Questel com Olive Oyl.
- Gus Wickie com Brutus / Sindbad.
- Lou Fleischer com Wimpy.

## Reconeixements
Va tindre una nominació a un premi Óscar en la categoria de millor curtmetratge animat, sent l'únic curt de Popeye que mai s'ha seleccionat. Va aparéixer en dessetena posició al llibre 50 Greatest Cartoons, que reuneix una llista dels 50 millors dibuixos animats de la història basat en els vots de diverses persones relacionades amb l'animació. Al desembre de 2004, va ser seleccionat per la Biblioteca del Congrés dels Estats Units, juntament amb altres 24 films, per ser preservat en el National Film Registry.

## Galeria
- La pel·lícula completa.